# Cortinarius cyaneus
Cortinarius cyaneus är en svampart som först beskrevs av Giacopo Bresàdola, och fick sitt nu gällande namn av Meinhard (Michael) Moser 1967. Cortinarius cyaneus ingår i släktet Cortinarius och familjen spindlingar.   Inga underarter finns listade i Catalogue of Life.